# Tutura
Il Tutura (in russo Тутура?) è un fiume della Russia siberiana orientale,  affluente di destra della Lena. Scorre nella Siberia meridionale, nel Kačugskij e nel Žigalovskij rajon dell'Oblast' di Irkutsk.

## Descrizione
Il fiume ha origine dal lago Bol'šoe Tuturskoe e attraversa subito dopo il Maloe Tuturskoe; sfocia nella Lena a nord dell'omonimo villaggio di Tutura. La lunghezza del fiume è di 222 km, l'area del suo bacino è di 7 300 km². Il fiume gela da ottobre fino a maggio. Suo maggior affluente (di destra) è il Čikan, lungo 142 km.